# Potaro
Potaro je rijeka u Gvajani. Pritoka je rijeke Essequibo.